# Zamek Levan
Zamek Levan (ang. Levan Castle) −  zamek położony w Gourock, Inverclyde w Szkocji. Najstarszy zamek zbudowany na planie litery L w Szkocji.

## Historia
Zbudowany w XIV wieku, znaczączo przebudowany na planie litery L po przejęciu przez rodzinę Sempill w 1540 roku. Odrestaurowany w 1980 roku. Aktualnie prowadzony jest w zamku pensjonat typu bed and breakfast.